# Harry Bell Measures

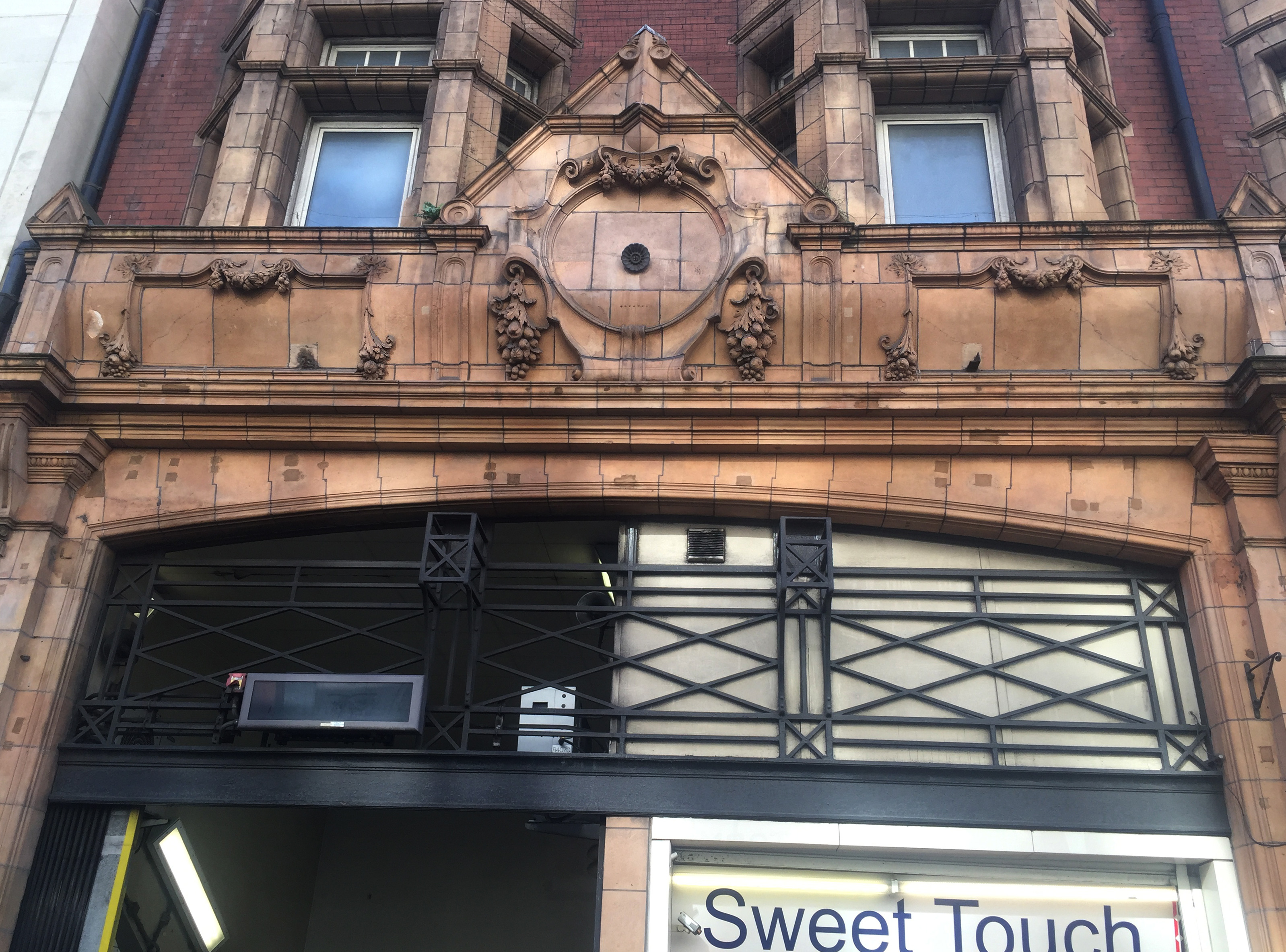
Ausgang der Oxford Circus U-Bahn Station in London

Harry Bell Measures (* 1862; † 1940) war ein britischer Architekt.
Von 1884 bis 1892 arbeitete Measures für William Willett und entwarf in seinem Auftrag eine Reihe von Wohnhäusern hoher Qualität für Wohlhabende in London und im Südosten Englands. Sie waren überwiegend im Queen Anne Style erbaut und bestanden aus roten Backsteinen, was dem damaligen Geschmack entsprach. Danach war er für den Philanthropen Lord Rowton tätig und entwarf Herbergen für Arbeiter in London und Birmingham. Seine bekanntesten Bauwerke sind mehrere Stationsgebäude der Central London Railway, einer Strecke der Londoner U-Bahn (heutige Central Line). Measures war darüber hinaus beim Verteidigungsministerium Direktor für Kasernenbauten und als solcher für Neubauten wie die Redford Barracks in Edinburgh verantwortlich.

## Quelle
- David Lawrence: Underground Architecture. Capital Transport, London 1994, ISBN 1-85414-160-0.